# Maria Clara Eimmart
Maria Clara Eimmart (Nuremberg, 27 de maio de 1676 – Altdorf, 29 de outubro de 1707) foi uma astrônoma, gravadora e ilustradora alemã. Filha e assistente do pintor, gravador e astrônomo amador alemão Georg Christoph Eimmart, Maria Clara precedeu Caroline Herschel em um século.

## Biografia
Maria Clara nasceu em 1676, em Nuremberg, na época parte do Sacro Império Romano-Germânico. Era filha de Georg Christoph Eimmart, o Jovem, que foi diretor da Academia de Artes de Nuremberg, de 1699 a 1704. Seu avô, Georg Christoph Eimmart, o Velho, também foi gravador e pintor, principalmente de retratos, paisagens e fatos históricos.
A profissão de seu pai era lucrativa, mas ele gastou todo o seu dinheiro na compra de aparelhagem astronômica e construiu, em 1678, um observatório particular no muro de Nuremberg. Ele era um observador dedicado e publicou os resultados de seus estudos em vários artigos científicos e de memórias.
Pela força da tradição artesanal na Alemanha, Maria Clara aproveitou a oportunidade para trabalhar como aprendiz de seu pai. Foi através dele que ela estudou francês, latim, astronomia, matemática, desenho e gravação. Suas habilidades como gravadora a levaram a trabalhar como assistente do pai e ela logo se tornaria conhecida por suas descrições das fases da lua. Ela também ilustraria pássaros, flores, temas clássicos, mas a maioria de seus trabalhos se perdeu.
Em 1706, ela se casou com Johann Heinrich Muller (1671-1731), pupilo e sucessor de seu pai, que se tornaria diretor do observatório de Eimmart, em 1705. Muller também lecionava física no Nuremberg Gymnasium, onde Maria Clara era sua assistente. Muller foi tão influenciado pelo amor da família pela astronomia que se tornou um astrônomo amador bastante hábil e depois professor em Altorf, onde usou sua habilidade em retratar cometas, manchas solares e montanhas lunares auxiliado por Maria Clara.

## Morte
Apenas um ano após seu casamento, Maria Clara morreu no parto do filho do casal, em 29 de outubro de 1707, na Baviera, com apenas 31 anos.

## Ilustrações astronômicas
Maria Clara é conhecida por suas ilustrações astronômicas exatas feitas em tons pastéis claros em papelão azul escuro. Entre 1693 e 1698, ela fez mais de 350 desenhos das fases da lua. Esta coleção de desenhos, executva exclusivamente por meio de observações através de um telescópio, foi intitulada Micrographia stellarum phase lunae ultra 300. Doze delas foram dadas a Luigi Ferdinando Marsigli, colaborador científico de seu pai e dez delas chegaram aos dias atuais em Bologna, junto de três pequenos estudos em papel marrom. A série contínua de representações de Maria Clara tornou-se a base para um novo mapa lunar.
Em 1706, Maria Clara fez duas ilustrações de um eclipse total. Há também alguns desenhos de planetas e cometas. Há uma suspeita de que Maria Clara teria publicado um trabalho usando o nome do pai em 1701, chamado Ichnographia nova contemplationum de sole, ainda que não existam provas.

## Galeria

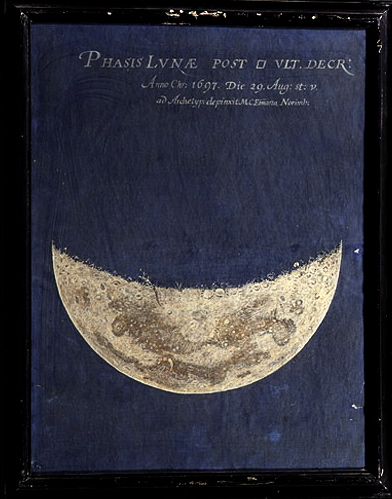
Fase da Lua observada
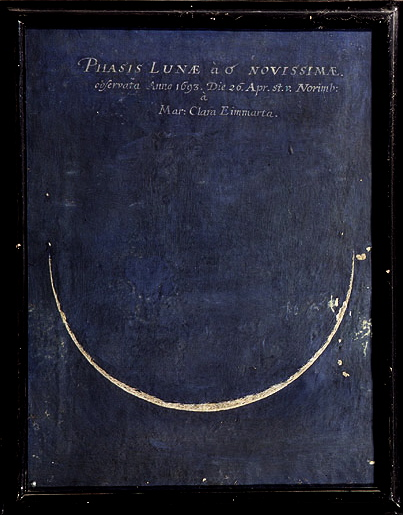
Segunda fase da Lua
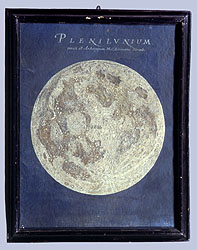
Ilustração da Lua cheia
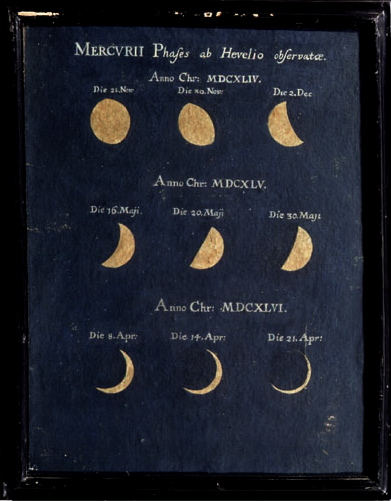
Fase Mercúrio observada por Johannes Hevelius
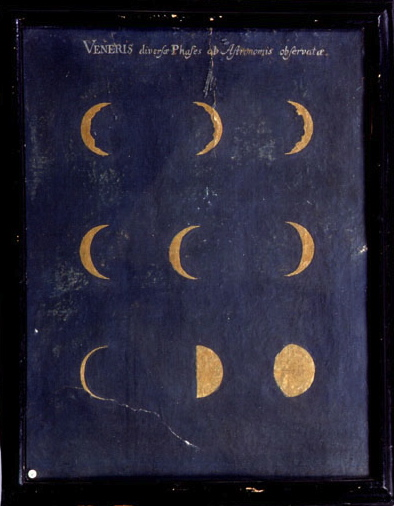
Fase de Vênus
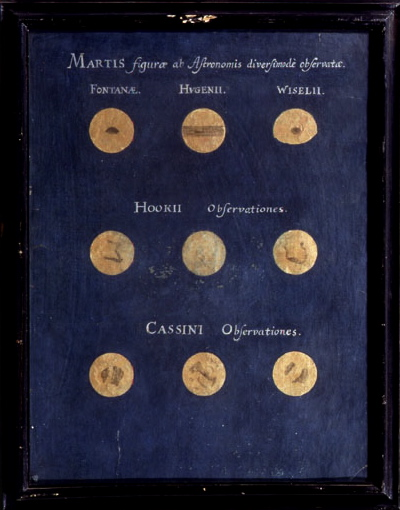
Aspectos de Marte
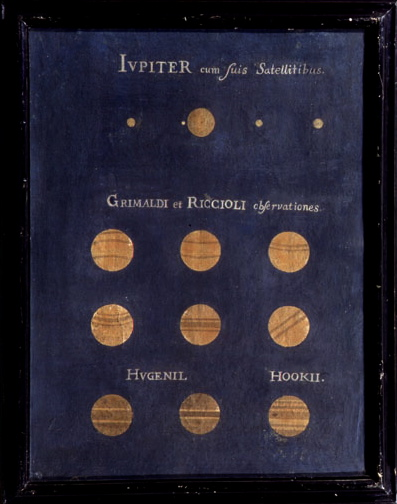
Aspectos de Júpiter
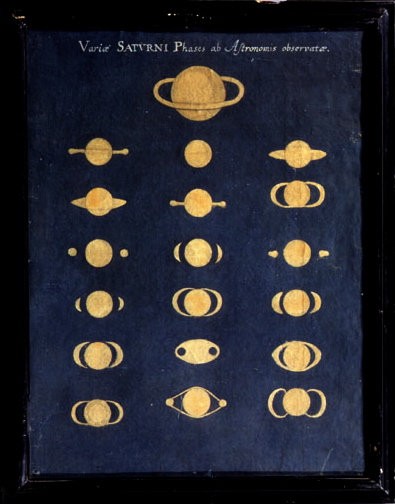
Aspectos de Saturno
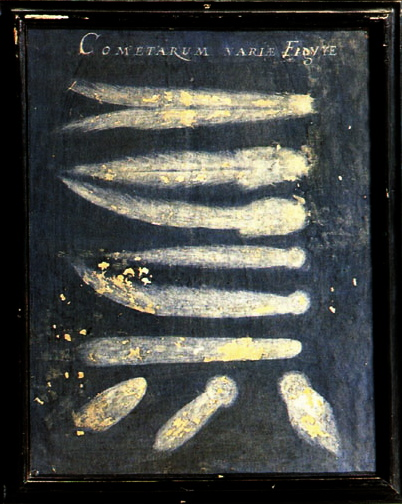
Cometas
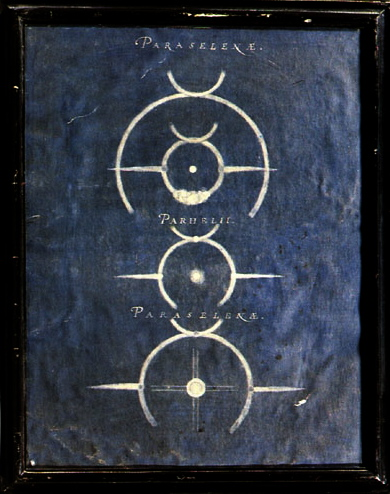
Halo e parélio
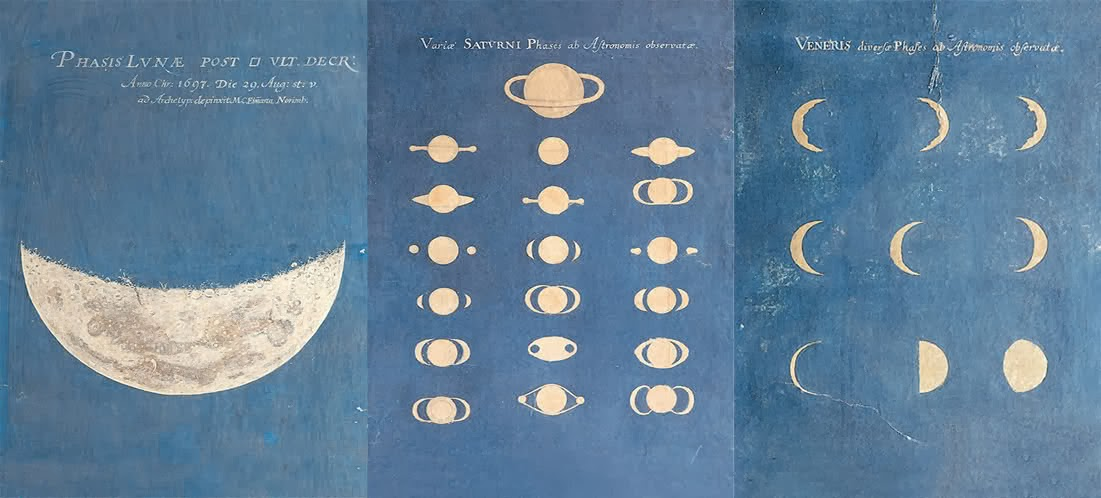
Ilustrações astronômicas